# Peter Schmidt (Wasserballspieler)
Peter Schmidt (* 1. Dezember 1937 in Eisenberg) ist ein ehemaliger Wasserballspieler aus der DDR. Er war Europameisterschaftszweiter 1966.

## Sportliche Karriere
Peter Schmidt spielte 1964 für den ASK Vorwärts Rostock und 1968 für den SC Dynamo Berlin. Mit Berlin war er 1967 und 1969 Meister der DDR.
Ab 1960 war Schmidt Torhüter der Wasserballnationalmannschaft der DDR. 1964 bezwang die Nationalmannschaft der DDR die Nationalmannschaft der Bundesrepublik Deutschland in den beiden Qualifikationsspielen für die gesamtdeutsche Mannschaft durch ein 3:1 in Magdeburg und ein 1:1 in Wuppertal. Bei den Olympischen Spielen 1964 in Tokio belegte die Mannschaft aus der DDR in der Vorrunde den zweiten Platz hinter der Mannschaft aus der Sowjetunion. Nach zwei Niederlagen in der Zwischenrunde und zwei Siegen in den Platzierungsspielen belegte die Mannschaft aus der DDR den sechsten Platz. Peter Schmidt war erster Torwart vor Heinz Mäder und kam in vier Spielen zum Einsatz.
Zwei Jahre später bei der Europameisterschaft 1966 in Utrecht gewann die Auswahl aus der DDR ihre Vorrundengruppe und ihre Zwischenrundengruppe jeweils vor den Jugoslawen. In der Finalrunde siegte die Mannschaft mit 2:1 über Italien. Das letzte Spiel gewann die Mannschaft aus der Sowjetunion mit 1:0 gegen die DDR-Auswahl. Damit war die sowjetische Mannschaft Europameister vor der DDR-Auswahl und den Jugoslawen. Die beiden Torhüter der DDR-Auswahl waren Hans-Georg Fehn und Peter Schmidt.
Bei den Olympischen Spielen 1968 in Mexiko-Stadt war die Wasserballnationalmannschaft Teil der Olympiamannschaft aus der DDR. In der Vorrunde war die Mannschaft mit fünf Siegen bei einem Unentschieden und einer Niederlage punktgleich mit den Jugoslawen, die aber wegen der besseren Tordifferenz in die Finalrunde einzogen. Nach den Platzierungsspielen lag die Mannschaft aus der DDR wie vier Jahre zuvor auf dem sechsten Platz. Fehn und Schmidt wurden in allen neun Spielen eingesetzt.
1968 stellte die DDR die staatliche Förderung für den Wasserballsport ein, es gab danach nur noch reinen Amateursport.